# Vlaamse Vereniging voor Industriële Archeologie
Vlaamse Vereniging voor Industriële Archeologie (VVIA) is een Belgische vereniging voor industriële archeologie. De vereniging is een platform van vrijwilligers en verenigingen dat zich in Vlaanderen en Brussel inzet voor studie, behoud en ontsluiting van industrieel erfgoed. De vereniging werd opgericht op 1 mei 1978 en is daardoor de oudste landelijke vereniging voor industriële archeologie op het Europees continent.
De VVIA zette zich in voor het behoud van mijngebouwen na de sluiting van de kolenmijnen in Limburg in 1985. Deze inspanningen hebben onder andere geleid tot een betere bescherming van overheidswege voor erfgoed uit de mijnindustrie.
Nadat het Ministerie van Openbare Werken in 1990 was opgeheven, heeft de VVIA de boekencollectie van het ministerie overgenomen en geïnventariseerd.
In 2019 ontving de VVIA een Europa Nostra Award.